# 李佳航
李佳航（1987年3月8日—），男，辽宁鞍山人，中国大陆演員。2010年因出演《爱情公寓》“张伟”、《新还珠格格》“福尔康”而走红。2015年9月11日成立工作室（李佳航工作室），现为童乐影视旗下艺人。

## 生平
1987年，出身于辽宁省鞍山市立山区一个工人家庭。2003年，毕业于辽宁省鞍山市第二中学。2006年，毕业于辽宁省鞍山市艺术学校，同年9月考入上海戏剧学院2006级表演系本科班（2010年毕业）；
2010年，参与电视剧《金甲战士》演出。2011年，因扮演电视剧《爱情公寓》“张伟”、《新还珠格格》“福尔康”而走红。2012年，主演了电视剧《我家有喜》《艾米加油》。2013年，主演电视剧《秀丽江山之长歌行》、《快乐ELIFE》、《少年神探狄仁杰》，电影《我为相亲狂》等。2014年，出演话剧《给未知恋人的爱情短信》。

## 家庭
妻子李晟。李佳航於2013年14年跨年求婚，並於2015年1月16日承認已向女演員李晟求婚。李佳航在2015年12月7日的新娱乐在线专访中提到两人已于2014年上半年领证成为合法夫妻。

## 影视作品

### 电视剧/网剧
| 首播年份 | 剧名                     | 角色   | 备注                   |
| 2008     | 《金甲战士》             | 少中天 |                        |
| 2009     | 《愛情公寓》             | 張偉   | 客串（第11集）         |
| 2011     | 《愛情公寓2》            | 張偉   |                        |
| 2011     | 《新還珠格格》           | 福爾康 |                        |
| 2012     | 《愛情公寓3》            | 張偉   | 客串 (第1,5,20集）     |
| 2012     | 《我家有喜》             | 林英雄 |                        |
| 2012     | 《艾米加油》             | 張和平 |                        |
| 2013     | 《龙门镖局》             | 贾乾   | 客串（第23集）         |
| 2013     | 《快乐ELIFE》            | 郑一地 | 客串（第17集），网絡剧 |
| 2014     | 《愛情公寓4》            | 張偉   |                        |
| 2014     | 《腾空的日子》           | 蔣百川 | 网剧                   |
| 2014     | 《少年神探狄仁杰》       | 褚尚元 |                        |
| 2015     | 《青春正能量之我是女神》 | 骆晓春 |                        |
| 2015     | 《天生要完美》           | 蔡米   |                        |
| 2015     | 《淑女涩男》             | 趙小麥 | 客串 (第17,18集）      |
| 2015     | 《班淑傳奇》             | 鄧騭   |                        |
| 2015     | 《爱情上上签》           | 舌尖   | 客串                   |
| 2016     | 《新婚公寓》             | 谢晓骏 |                        |
| 2016     | 《秀麗江山之長歌行》     | 冯异   |                        |
| 2016     | 《医馆笑传2》            | 朱一品 |                        |
| 2016     | 《尖锋之烈焰青春》       | 顾星   |                        |
| 2017     | 《外科风云》             | 陈绍聪 |                        |
| 2017     | 《熊爸熊孩子》           | 尤用   |                        |
| 2018     | 《誓言》                 | 江华   | 客串                   |
| 2018     | 《合伙人》               | 王子   |                        |
| 2018     | 《生于70年代》           | 杨帆   |                        |
| 2019     | 《读心》                 | 庄重   |                        |
| 2020     | 《愛情公寓5》            | 張偉   |                        |
| 2020     | 《猎心者》               | 戴猛   |                        |
| 2021     | 《小舍得》               | 颜鹏   |                        |
| 2021     | 《百炼成钢》             | 冼星海 | 单元《黄河在咆哮》     |
| 2021     | 《喬家的兒女》           | 齐唯民 | 特別出演               |
| 2021     | 《机智的上半场》         | 麦蒙   | 网絡剧                 |
| 2021     | 《大英雄》               | 段英雄 |                        |
| 2022     | 《破事精英》             | 胡强   | 网絡剧                 |
| 2022     | 《匆匆的青春》           | 江小鱼 | 2018年拍攝             |
| 2023     | 《破事精英2》            | 胡强   | 网絡剧                 |
| 2023     | 《疯狂剧团》             | 楊大夫 | 2017年拍攝             |
| 2023     | 《九义人》               | 刘薪   | 网絡剧                 |
| 2025     | 《淬火年代》             | 老高   |                        |
| 2025     | 《芬芳喜事》             | 一兩金 |                        |
| 待播     | 《我们正年轻》           | 徐晓斌 |                        |

### 电影
| 上映年份 | 电影名                 | 角色       | 备注 |
| 2003     | 《划痕的歲月》         | 小流氓     |      |
| 2009     | 《別哭,我心愛的》      | 林曉揚     |      |
| 2013     | 《我為相親狂》         | 趙帥       |      |
| 2013     | 《有招没招之爱情达人》 | 時生       |      |
| 2015     | 《栀子花开2015》       | 医生       | 客串 |
| 2015     | 《杜拉拉追婚記》       | 阿乐       |      |
| 2017     | 《空天猎》             | 刘浩辰     |      |
| 2018     | 《愛情公寓》           | 张伟       |      |
| 2023     | 《志愿军：雄兵出击》   | 作戰室主任 |      |

### 短片
- 2011年 扮演快乐女声蘇妙玲短片《公车之恋》男主角
- 2012年 短片《携手到百年》

### 话剧
- 《天堂的風鈴》
- 《鹿鼎記》飾康熙
- 《牛虻》
- 《原罪》
- 《被結婚時代》飾鄭晨光
- 《灰姑娘的浪漫舞鞋》飾天
- 《给未知恋人的爱情短信》扮演小晃

## 趣事
李佳航在《愛情公寓4》第6集裏，孫藝洲飾演的呂子喬爲了幫助李佳航飾演的張偉追妹子，主動成爲僚機幫助長機完成任務。劇中有兩人坐在戰機裏的搞笑效果劇情。多年後在《空天獵》電影裏，李佳航與李晨又在鏡頭裏飾演戰機飛行員，這次是電影裏擔任僚機幫助長機完成任務。李佳航也算是在電視劇以及電影都飾演過飛行員了。
李佳航和妻子李晟在《新还珠格格》《爱情公寓5》中都有搭戏，在《爱情公寓5》中李晟的角色为张伟的准丈母娘。

## 外部連結
- 李佳航的新浪微博
- 李佳航工作室微博